# Кинг, Кайла
Кайла Кинг (англ. Kayla Christina King) — профессор эволюционной экологии в Оксфордском университете, специализируется на том, как взаимодействие между хозяевами и паразитами отражает эволюционные изменения.

## Карьера
Кайла Кристина Кинг училась на бакалавра наук в области зоологии в Университете Британской Колумбии, Канада, с 2000 по 2004 год, затем училась на степень магистра биологии в Университете Конкордия, окончила в 2006 году. Затем она начала обучение для получения докторской степени в Университете Индианы в Блумингтоне, США, которая была присуждена в 2011 году. Затем она перешла в Ливерпульский университет, Великобритания, на 2 года, обучение частично финансировалось за счёт стипендии Королевского общества Ньютона, а затем в 2013 году перешла в Оксфордский университет.
В 2019 году она была назначена профессором эволюционной экологии в Оксфордском университете, Великобритания. Она также является научным сотрудником в колледже Крайст-черч.
Её исследования в области эволюционной биологии используют взаимодействия хозяина и паразита с широким спектром микробных и эукариотических паразитов как в естественных, так и в лабораторных условиях. К ним относятся системы, имеющие отношение к болезням человека, таким как малярия и лихорадка денге, и исследования могут помочь в биологической борьбе с ними. Однако она также работала с непатогенными системами, такими как нормальный микробиом улиток. В её исследованиях применяются теоретические модели, а также лабораторные методы, включая геномику, для изучения взаимодействий.

## Публикации
Кинг является автором и соавтором свыше 40 научных публикацией. К ним относятся:
- King, Kayla C; Hurst, Gregory DD; Lewis, Zen (2020) Let's emerge from the pandemic lockdown into a fairer academic world. Current Biology 30 R799
- King, Kayla C.; Brockhurst, Michael A.; Vasieva, Olga; Paterson, Steve; Betts, Alex; Ford, Suzanne A.; Frost, Crystal L.; Horsburgh, Malcolm J.; Haldenby, Sam; Hurst, Gregory D. D.(2016) Rapid evolution of microbe-mediated protection against pathogens in a worm host. ISME Journal 10 1915-1924
- Brockhurst,  Michael A.; Chapman, Tracey; King Kayla C.; Mank, Judith E.[англ.]; Paterson, Steve;  Hurst, Gregory D. D. (2014) Running with the Red Queen: the role of biotic conflicts in evolution. Proceedings of the Royal Society B - Biological Sciences 281 Article Number: 20141382
- Wolinska, Justyna; King, Kayla C. (2009) Environment can alter selection in host-parasite interactions. Trends in Parasitology 25 236-244